# دارکوب غربی
دارکوب غربی (نام علمی: Celeus occidentalis) نام یک گونه از زیرخانواده دارکوبیان است.